# 大野道夫
大野 道夫（おおの みちお、1956年1月4日 - ）は、日本の歌人・社会学者。竹柏会「心の花」編集委員。大正大学心理社会学部人間科学科教授。曾祖父は佐佐木信綱。佐佐木幸綱は母の従兄弟にあたる。

## 来歴
神奈川県立湘南高等学校、東京大学文学部国史学科卒業。同大学院教育学研究科教育社会学専攻博士課程満期退学。
東大俳句会OBで、俳誌「天為」に所属して俳人としても活動する。1989年、「思想兵・岡井隆の軌跡―短歌と時代・社会との接点の問題」で第7回現代短歌評論賞受賞。1990年、谷岡亜紀、加藤孝男、大辻隆弘らと同人誌『ノベンタ』を創刊。2006年、東京大学本郷短歌会を創立。
歌人としての活動のほか、歌壇を社会学の見地から分析した本も上梓している。

## 著書

### 論文
- 現代の若者とボランティア365（1988、『だから風人―ボランティア３６５の若者たち』はる書房）
- ボランティア活動参加青年の意識変化の分析（1989、日本青年奉仕協会編『1年間ボランティア計画』松頼社）
- 現代社会と新しい社会運動（1994、栗田宣義編『政治社会学リニューアル』学文社）
- 学園闘争の統計的研究と学生集団の事例研究―社会主義運動仮説と新しい社会運動仮説を対象として（2002、野宮大志郎編『社会運動と文化』ミネルヴァ書房）
- 社会意識（2003、武内清編『キャンパスライフの今』玉川大学出版会）

### 歌集・歌書
- 第1歌集　『秋階段』（1995、ながらみ書房）
- 『短歌の社会学』（1999、はる書房）
- 第2歌集　『冬ビア・ドロローサ』（2000、砂子屋書房）
- 『セレクション歌人　大野道夫集』（2004、邑書林）
- 第3歌集　『春吾秋蝉』（2005、雁書館）
- 『短歌・俳句の社会学』（2008、はる書房）
- 第4歌集　『夏母』（2010、短歌研究社）
- 『現代短歌文庫 大野道夫歌集』（2013、砂子屋書房）
- 第5歌集 『秋意』（2015、本阿弥書店）